# 徐介藩
徐介藩（1901年7月21日（農曆6月6日）—1983年4月16日） （页面存档备份，存于） ，原名徐齐邦，男，安徽固镇人，中华人民共和国军事人物，中国人民解放军少将，第三、四、五届全国政协委员。

## 生平
1931年参加苏联红军。1949年，任中国驻苏联大使馆参事。1950年，出任中华人民共和国驻赤塔总领事。1955年授予大校军衔。1961年8月晋升少将。
1956年與林彪前妻張梅结婚，並對張梅與林彪的女兒林晓霖視若己出。 （页面存档备份，存于）